# Yatga

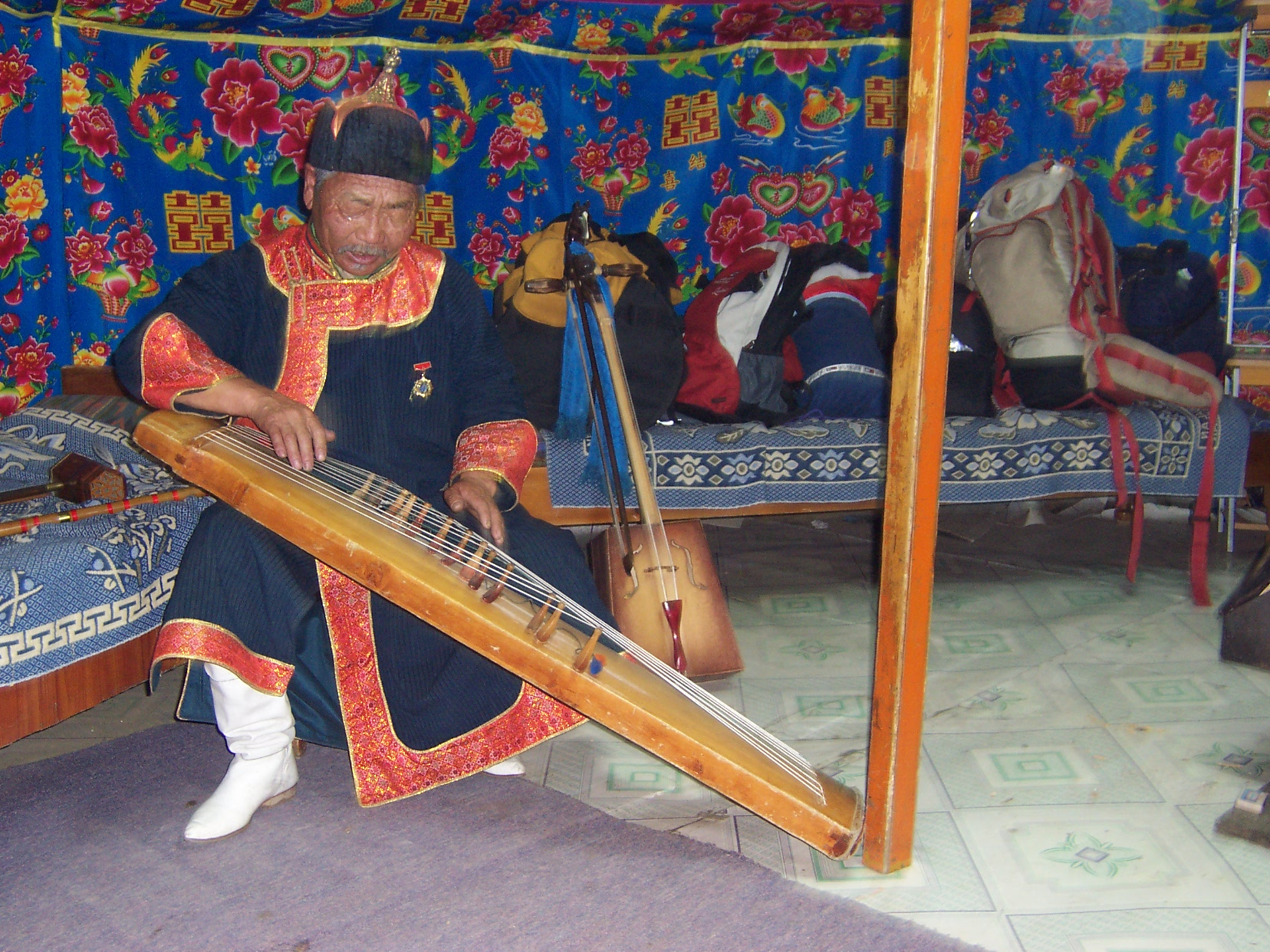
Musicus uit Mongolië op de yatga

Yatga (spreek uit yatak) is een muziekinstrument uit Mongolië. Het is een citer, die verwant is aan de guzheng. Het instrument heeft een mobiel bruggetje voor elke snaar.